# Laboratoires Vendôme
Laboratoires Vendôme est une entreprise française du secteur des cosmétiques. C'est une marque de produits dermo-cosmétique de soin visage, soin corps et soin hygiène, qui appartient à la société française La Phocéenne de Cosmétique. Les produits Laboratoires Vendôme sont disponibles sur son site internet ainsi qu'en grandes et moyennes surfaces.

## Histoire
Créée en 1981 à Dijon par la famille Monot, propriétaire des laboratoires Monot, sur une idée du directeur financier de l'entreprise Marcel Elias, la PME dijonnaise ambitionne à l'époque de se développer en premier lieu dans les grandes surfaces, alors en plein essor, avec un réseau de distribution parallèle dans les pharmacies.
Commercialisant tout d'abord la marque Prim'Age, les Laboratoires Vendôme entament leur développement en rachetant en 1985 la marque Le Petit Marseillais pour 200 000 francs. Alors en vente dans les pharmacies du Vaucluse, la marque avait été créée par un ancien journaliste du Dauphiné Libéré qui avait remis au goût du jour la recette du savon de Marseille. En changeant l'emballage et le logo pour rendre le produit plus « français » (marinière sur le garçon du logo, accent mis sur le savon de Marseille) et en segmentant son offre pour rentrer dans le haut de gamme, la marque s'arroge 5 % de parts de marché dès sa première année. La marque s'est ensuite diversifiée dans les produits pour la douche au début des années 1990 et dans les shampoings en 2000.
En 2002, Marcel Elias, le PDG des laboratoires Vendôme depuis 1996, prend avec son équipe dirigeante le contrôle de la société, avec 57 % du capital, à la suite d'un MBO avec le fonds d'investissement 3i, qui apporte lui 33 millions d'euros pour le rachat de 45% de la société. En 2005, la marque Le Petit Marseillais est première sur le marché français des produits lavants (savons liquides et solides, gels douches et produits pour le bain) avec 15,7 % de parts de marché et représente 70 % du chiffre d'affaires des laboratoires Vendôme.
Elle rachète en 2005 à la société Savonnerie et parfumerie Bernard les marques Persavon, La Perdrix et Laboratoires Bernard.
En 2006, les Laboratoires Vendôme enregistrent un chiffre d'affaires de près de 160 millions d'euros sur l'année. La même année, l'entreprise est cédée au groupe pharmaceutique américain Johnson & Johnson pour un montant non communiqué.
En 2017 la marque est rachetée par Bolton Solitaire.
En 2023 les Laboratoires Vendôme sont rachetés par La Phocéenne de Cosmétique qui décide donner un nouveau souffle à la marque et de relocaliser sa production. C'est en 2024 que les Laboratoires Vendôme se réinventent avec une nouvelle identité, en plaçant le soin au centre. C'est un véritable renouveau accompagné d'une ambition claire : démocratiser les soins dermo-cosmétiques en proposant des solutions efficaces basées sur des actifs d'origine végétale disponible en grandes et moyennes surfaces.

## Autres marques
Les laboratoires Vendôme ont commercialisé la marque Biactol, fabriquée par le groupe Boots (entreprise) (en), jusqu'en 2006.
Pendant leur rachat par le groupe Johnson & Johnson, ils commercialisaient également certains de leurs produits, notamment les marques Vania et Nett.